# Gnadochaeta pollinosa
Gnadochaeta pollinosa là một loài ruồi trong họ Tachinidae.